# Unió de Radiodifusió dels Estats Àrabs
La Unió de Radiodifusió dels Estats Àrabs (en anglès: Arab States Broadcasting Union (ASBU), en àrab: اتحاد إذاعات الدول العربية [aitihad 'iidha'at adduwal al'arabia]) és una institució àrab relacionada amb la Lliga Àrab i l'Associació Panàrab de Servei Públic i Radiodifusores Comercials. Fundada al febrer de 1969 a Khartum, l'ASBU és una organització professional amb l'objectiu d'enfortir els llaços i promoure la cooperació entre els organismes de radiodifusió als estats àrabs per a una millor producció i desenvolupament de contingut. L'ASBU proporciona serveis importants com serveis d'enginyeria i consultoria, intercanvi de notícies, programació i esports en ràdio i televisió, així com capacitació en ràdio i televisió. També s'esforça per adquirir drets de transmissió a taxes preferencials per a una sèrie de competicions i esdeveniments esportius en benefici dels seus membres, així com per assegurar la cobertura de transmissió adequada d'aquests esdeveniments.
La seva seu es troba a la ciutat tunisiana de Tunis.

## Membres

### Membres actius
| País                | Organització de radiodifusió                                    |
| ------------------- | --------------------------------------------------------------- |
| Aràbia Saudita      | Saudi Broadcasting Authority                                    |
| Algèria             | Radio Algérienne                                                |
| Algèria             | Établissement public de télévision                              |
| Bahrain             | Bahrain Radio and Television Corporation                        |
| Djibouti            | Radiodiffusion Télévision de Djibouti (RTD)                     |
| Egipte              | Egyptian Radio and Television Union (ERTU)                      |
| Emirats Àrabs Units | Abu Dhabi Media                                                 |
| Iemen               | Iemen General Radio & TV Corporation                            |
| Iraq                | Al Iraqiya                                                      |
| Jordània            | Jordan Radio and Television Corporation (JRTV)                  |
| Kuwait              | Kuwait Television                                               |
| Líban               | Télé Liban                                                      |
| Marroc              | Société nationale de radiodiffusion et de télévision (SNRT)     |
| Mauritània          | TV de Mauritanie                                                |
| Oman                | Sultanate of Oman Television                                    |
| Palestina           | Palestinian Broadcasting Corporation                            |
| Qatar               | Qatar Media Corporation                                         |
| Síria               | Syrian Radio and TV Organization                                |
| Somàlia             | Somali Radio and Television                                     |
| Sudan               | Sudan TV                                                        |
| Tunísia             | Établissement de la radiodiffusion-télévision tunisienne (ERTT) |

### Membres participants
- Al-Manar - Al-Nour (Lebanese Communication Group)
- Al-Watan (Kuwait)
- JeemTV (Al Jazeera Media Network)
- Middle East Broadcasting Center
- OSN (Emirats Àrabs)
- Rotana Media Group
- beIN Sports (Qatar)

### Membres associats
- Addounia TV (Síria)
- Alhurra (Estats Units)
- Canal France International
- France 24 (France Médias Monde)
- Hannibal TV (Tunísia)
- Nessma TV (Tunísia)
- Pakistan Television Corporation
- Radio Netherlands Worldwide (Països Baixos)
- RAI (Itàlia)
- RT (Rússia)
- RTVE (Espanya)
- Sky News Arabia (Emirats Àrabs Units)
- Zayed Radi for Holy Quran (Emirats Àrabs Units)

### Antics membres
| País  | Organització de radiodifusió                                   |
| ----- | -------------------------------------------------------------- |
| Líbia | Libyan Jamahiriya Broadcasting Corporation (clausurat en 2011) |